# Tabar (Stamm)
Tabar (Paschtunisch: ټبر  [tabar], tabə́r) ist die paschtunische Bezeichnung für einen Hauptstamm des Volkes der Paschtunen. Sie ist eine patrilineare Lineage in einer segmentären Gesellschaft. Hauptstämme sind z. B. die Durrani und die Ghilzai.
Der Stamm (englisch auch: super tribe) gliedert sich in Khels, die sich in kleinere Gruppen, Plārinas (angliziert: plarganey, von plār = Vater) genannt, aufteilen. Die Plārinas wiederum bestehen aus mehreren Familien, Kahols  genannt, die Familien wiederum sind die Kors (کور) oder Hausstände.